# Mitu mitu
L'hocco di Alagoas (Mitu mitu (Linnaeus, 1766)) è un uccello della famiglia Cracidae, dalla colorazione nero lucida, simile ad un fagiano. Esso era originario delle foreste nella parte nord-orientale del Brasile, e più specificatamente delle zone di Pernambuco ed Alagoas (da cui appunto prende il nome), ne sono state reintrodotte 3 coppie nella foresta amazzonica ; ma ne rimangono circa 130 esemplari in cattività.
Lo studioso tedesco Georg Marcgrave identificò per primo l'hocco di Alagoas nel 1648 lungo la costa nord-orientale del Brasile. Ad ogni modo, negli anni successivi, l'opinione riguardo all'origine e alla legittimità dell'uccello iniziò a vacillare, soprattutto a causa della mancanza di prove. Fu solo nel 1951, che nelle foreste costiere di Alagoas, nel nord-est del Brasile, fu riscoperta questa specie attraverso il ritrovamento di un esemplare femmina. Fu da allora che il Mitu mitu iniziò ad essere identificato come una specie a sé stante.
Nelle foreste di São Miguel dos Campos il Mitu mitu venne identificato, sempre nel 1951. A quel tempo meno di 60 uccelli rimanevano allo stato selvatico . Diversi autori negli anni settanta portarono alla luce il problema della crescente distruzione del suo habitat e la rarità della specie. Nonostante questi provvedimenti, l'ultima grande parte di foresta dove Mitu mitu viveva venne abbattuta per fare spazio a piantagioni di canna da zucchero.

## Descrizione
L'hocco di Alagoas misura in lunghezza circa 89 cm. Le piume che ricoprono il suo corpo sono nere e lucide, con sfumature blu-violacee Mitu mitu possiede inoltre un grande becco di colore rosso acceso, con un punto bianco e appiattito ai lati. La stessa colorazione rossa accesa si ritrova sulle zampe e sui piedi. La punta della coda è di colore marrone chiaro, con piume color nocciola sotto di essa. Esso possiede una zona a forma di mezzaluna, di un grigio unico, di pelle nuda sopra le orecchie, caratteristica non riscontrabile in nessun'altra specie di hocco . La diversa colorazione separa M. mitu dalle altre specie di hocco. Le differenze che intercorrono tra maschi e femmine non sono così accentuate: queste ultime tendono solo ad essere più chiare nella colorazione e leggermente più piccole . Questi uccelli possono vivere più di 24 anni in cattività . I video registrati in cattività mostrano che sporadicamente questi uccelli emettono un suono molto acuto.

## Distribuzione e habitat
Mitu mitu risiede nella foresta subtropicale/tropicale umida di pianura. Esso fu perlopiù estinto ed estirpato dalle zone di Pernambuco e Alagoas, nel nord-est del Brasile .

## Biologia

### Alimentazione
L'hocco di Alagoas è ben conosciuto per nutrirsi di frutti e noci, in particolare dei frutti di Phyllantus, Eugenia e mangabeira. Pare sia anche ghiotto dei frutti di Clarisia racemosa.

### Riproduzione
A causa della loro assenza in natura e della mancanza di studi su questa specie condotti precedentemente alla sua estinzione in natura, non si sa molto delle sue abitudini riproduttive al di fuori della cattività.
L'hocco di alagoas femmina inizia la fase riproduttiva a circa 2 anni; in cattività essa produce all'incirca 2-3 uova ogni anno .
Vi è stata una grandissima variabilità genetica nell'hocco di Alagoas a partire dal 1990, quando vennero introdotti programmi di riproduzione ibrida; l'hocco di Alagoas veniva fatto accoppiare con il suo parente più prossimo, Mitu tuberosum.

## Tassonomia

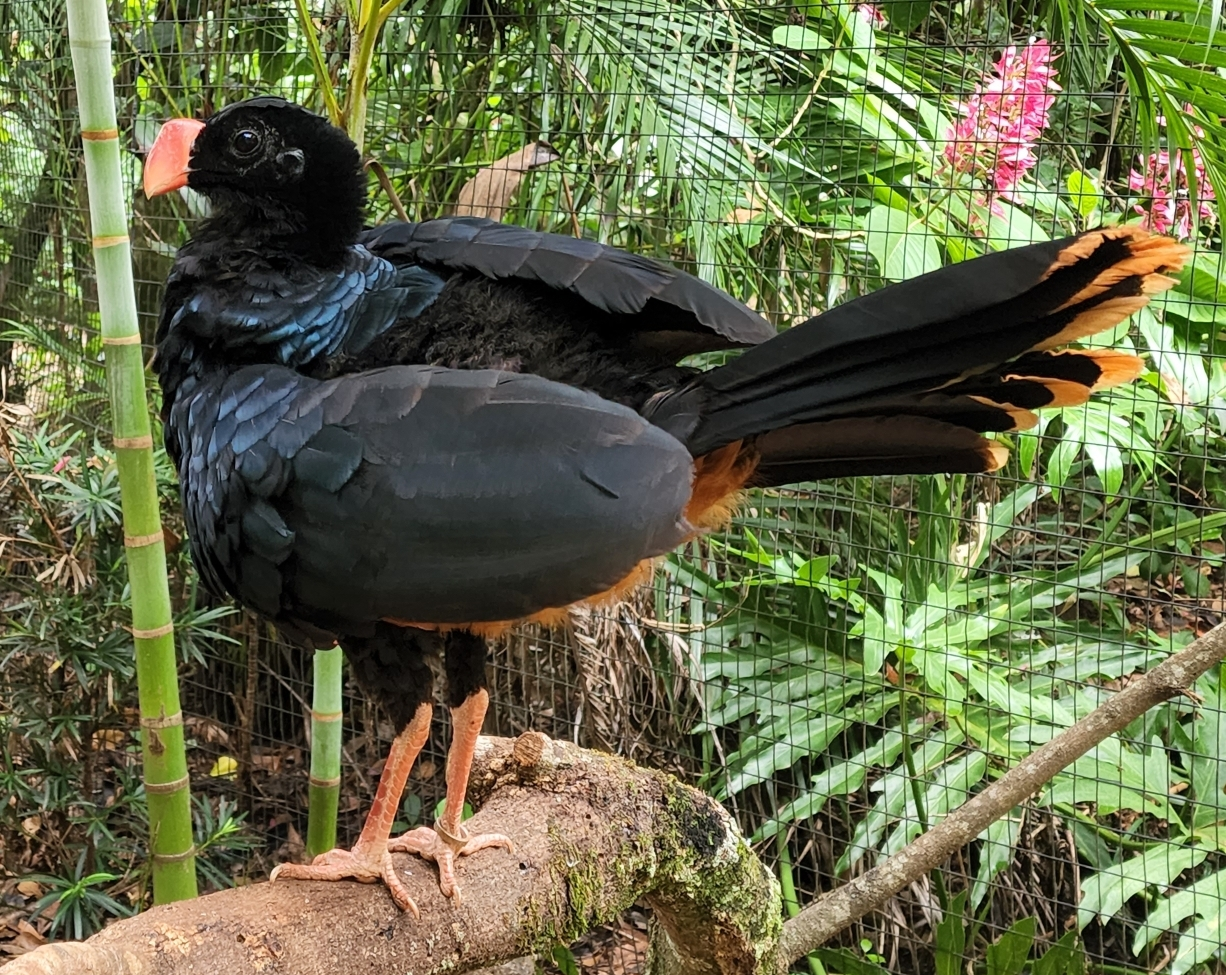

L'hocco di Alagoas fu menzionato per primo dal naturalista tedesco Georg Marcgraf nella sua pubblicazione Historia Naturalis Brasiliae, pubblicata nel 1648. A causa della mancanza di informazioni ed esemplari, venne a lungo considerato appartenente alla stessa specie di Mitu tuberosum, fino alla sua riscoperta nel 1951. Seguendo la revisione di Pereira & Baker (2002), essi vengono ritenuti una linea basale del loro genere e geneticamente più vicini a Mitu tomentosum, che presenta anch'essa una colorazione marrone nella punta della coda. Questa linea di discendenza venne distinta più o meno al confine tra Miocene e Pliocene (poco più di 5 milioni di anni fa), quando isolò rifugiandosi nelle Riserve della foresta atlantica .

## Conservazione

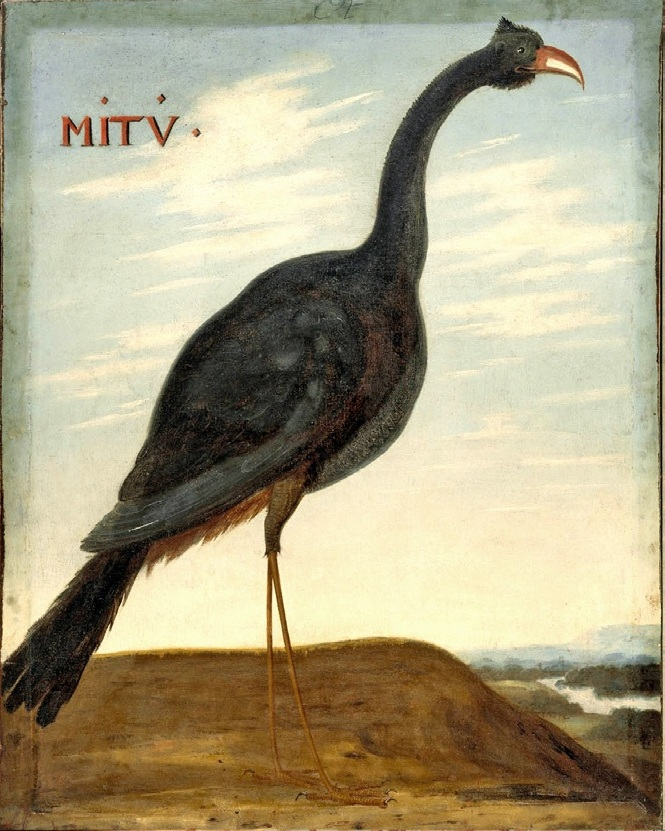
Illustrazione del 1650 circa

Essendo estinta in natura la specie viene interamente tenuta in vita grazie a due distinte popolazioni in cattività, dove risiedono circa 130 uccelli. Un piano di reintroduzione in natura è stato stilato, sebbene si presentino numerose difficoltà. Anche se fosse possibile infatti avere un solido programma di riproduzione in cattività con la procreazione di una grande abbondanza di uccelli, la specie necessiterebbe comunque di un'ampia zona naturale dove essere reintrodotta. Tuttavia l'espansione umana ha causato praticamente la completa distruzione di tutti i possibili habitat di Mitu mitu. Una foresta di dimensioni accettabili nella zona nord-orientale del Brasile è stata proposta come possibile sito di reintroduzione per il futuro. Bisogna tuttavia prendere numerose precauzioni per prevenire la caccia illegale della specie che potrebbe prendere piede una volta reintrodotta in natura.
L'hocco di Alagoas divenne estinto in natura a causa della deforestazione e della caccia. L'ultimo hocco di Alagoas osservato in natura venne ucciso nel 1984, o forse nel 1987-8. La popolazione in cattività è stata ampliata tramite l'ibridazione con Mitu tuberosum, senza contare le dozzine di uccelli di razza pura. Essi vengono mantenuti in vita in due distinte voliere private e professionali in Brasile soprattutto per via della mancanza di certezza riguardo alla corretta tassonomia della specie.
L'hocco di Alagoas è protetto dalla legislazione brasiliana ed inserito nell'Appendice I della lista CITES.
A causa della mancanza di informazioni riguardo al comportamento dell'hocco di Alagoas allo stato brado, è difficile immaginare come interagisse con le altre specie. Questo è infatti il punto che riscuote maggiore preoccupazione quando si parla di una sua possibile reintroduzione in natura.
Con l'obiettivo di preservare la specie ed incrementare la sua variabilità genetica, il nucleo originario di esemplari in cattività venne preso in analisi da scienziati al fine di studiarne il DNA per poter guidare futuri accoppiamenti. Dopo il successo nella creazione di una popolazione in cattività sarà possibile procedere ad una reintroduzione in natura. La località che sembra essere migliore per questo scopo si trova a Usina Utinga-Leão e a Usina Serra Grande.